# Ókori egyiptomi címek
Az ókori egyiptomi címek az ókori Egyiptomban használt királyi, nemesi, katonai és hivatalnoki címek, titulusok.

## A fáraó titulatúrája

### Az ötelemű titulatúra
A fáraó teljes titulatúrája öt névből és a hozzájuk tartozó öt címből állt. Az ötelemű titulatúra már az óbirodalom idején kialakult. Az öt cím: Hórusz (a cím arra az istenre utal, akinek a fáraó a földi megtestesülése volt), a Két Úrnő (Felső- és Alsó-Egyiptom védőistennőire, Nehbetre és Uadzsetre utal, és azt jelzi, hogy a fáraó az ő védelmük alatt áll), Arany Hórusz; Felső- és Alsó-Egyiptom királya; Ré fia. Utóbbi kettő a szakirodalomban prenomen és nomen néven is ismert.
A Hórusz-címet szerehbe írták (a kártus előzménye), a két utolsót pedig kártusba. A négyszögletes szereh palotahomlokzatot jelképezett, rajta sólyom ült. A kártus az örökkévalóságot jelképező senu hieroglifa nyújtott alakja, eleinte kevés kivételtől eltekintve csak a fáraó és – a Középbirodalom idejétől – legmagasabb rangú feleségei írhatták kártusba a nevüket, a XX. dinasztia idejétől – mikor Ámon papságának hatalma annyira megnőtt, hogy már felért a fáraóéval – már a főpapok is.
A címek közül a Ré fia után állt a fáraó személyes neve, amelyet születésekor kapott és melyen ma nevezzük őket (pl. Tutanhamon). A többit trónra lépésekor vette fel. Kortársai azon a néven emlegették, amelyiket a Felső- és Alsó-Egyiptom királya cím vezetett be (pl. Nebheperuré). Előfordult, hogy trónra lépésekor születésekor kapott nevéhez is hozzátett még egy jelzőt, például meri-Amon („Ámon kedveltje”) vagy heka-Uaszet („Théba uralkodója”).

### A fáraó más címei
Maga a fáraó szó az egyiptomi per aa (pr 3ˁ), azaz „nagy ház” kifejezésből származik. Ezt csak az Újbirodalom kora óta vonatkoztatják magára az uralkodóra, azelőtt a királyi palotát és az udvart jelentette. A modern nyelvekbe a Bibliából, héber közvetítéssel került.
Gyakori címek voltak még „A jóságos isten” (nṯr nfr - netjer nefer) és „A Két Föld ura” (nb t3.wỉ - Neb Niszut Biti) is.

## A királyné
Az egyiptomi történelem legkorábbi időszakában nincs olyan cím, ami általánosan jellemző lett volna a királynékra. Az Óbirodalom idején számos cím létezett, melyeket királynék használtak, többek közt a wr.t ḥts (kb. „a jogar úrnője”), illetve több olyan, amely a fáraóra mint Hórusz megtestesülésére utalt – „Hórusz társa”, „aki látja Hóruszt és Széthet”.
Az egyiptomi történelem nagy része folyamán a fáraó számos feleségét általában a ḥm.t nsw („a király felesége”) cím jelölte. Közülük rangban kiemelkedett a nagy királyi hitves (ḥm.t nsw wr.t), aki gyakran maga is királyi származású volt. Ezt a címet a középbirodalmi Meretszeger, III. Szenuszert felesége viselte először (egyben ő volt az első királyné, aki kártusba írta a nevét).
Ugyanebben az időben jelenik meg egy másik cím, melyet leggyakrabban királynék, de a királyi család más nőtagjai is viseltek: a henemet-nofer-hedzset, melynek jelentése: „aki egy a fehér koronával” (a fehér korona Felső-Egyiptom, míg a vörös korona Alsó-Egyiptom koronája volt). Míg ez a cím csak a XVIII. dinasztia elejéig volt használatban, a nagy királyi hitves egészen a ptolemaida korig használatban maradt. Leggyakrabban csak egy feleség viselte ezt a kitüntető címet, de a XVIII. dinasztia uralkodásától előfordul, hogy többen is, III. Amenhotep idején például főfelesége, Tije és a fáraó uralma vége felé már két leányuk, Szitamon és Iszet is, míg II. Ramszesznek már uralkodása kezdetétől két nagy királyi hitvese volt, Nofertari és Iszetnofret, akiknek később a leányai – Meritamon és Bintanath – is megkapták a címet. A nagy királyi hitves a fáraó női ellenpárja volt, szerepe túlmutatott házastársi jelentőségén; több esetben a fáraó leánya is viselte, úgy, hogy nincs rá bizonyíték, hogy tényleges házasság állt volna fenn kettejük között.
A főfeleség ezen kívül gyakran viselt további címeket is, gyakori volt például „A Két Föld úrnője” (nebet taui) és az „Alsó- és Felső-Egyiptom asszonya”. A Két Föld Úrnője cím már az Óbirodalom korától használatos, későbbi feliratokon a nagy királyi hitves cím után következett.
A fáraó többi feleségének ritkán voltak egyedi címei; egy példa Ehnaton egyik felesége, Kia, aki ugyan nem tett szert akkora jelentőségre, mint a hangzatos címek egész sorával büszkélkedő Nofertiti, és nevét sem írhatta kártusba, egy olyan címet kapott, amelyet más nem viselt rajta kívül az egyiptomi történelemben: a Két Föld urának nagy szeretetben álló felesége.

## A királyi család

### A király anyja
A „király anyja” (mw.t nsw) cím az Óbirodalom elején tűnik fel először, és az egész egyiptomi történelmet végigkíséri. Fia trónra lépését követően az anyakirályné gyakran kártusba írta a nevét, függetlenül attól, hogy korábban ezt megtehette-e, és előfordul (például III. Amenhotep anyja, Mutemwia esetében), hogy utólag megkapja a Nagy Királyi Hitves címet, mintha még férje életében viselte volna. (III. Thotmesz anyja, Iszet például lehetséges, hogy még királyi feleség sem volt, csak egyszerű ágyas, mielőtt fia trónra lépett.) Van, ahol egy királyné már azelőtt használja a „király anyja” címet, hogy fia trónra lépett volna, ekkor feltételezhető, hogy fia társurakodó volt apja mellett (Ahmesz-Nofertari anyakirálynéi címe még I. Jahmesz életében például egy érv amellett, hogy fiuk, I. Amenhotep társuralkodó volt apja mellett).
A cím önmagában is használatos közrendű származású fáraók anyjánál, amilyen például I. Thotmesz anyja, Szenszoneb.

### A király leánya
A király leánya (z3.t nsw) cím már a legkorábbi időkben megjelenik. Kevés variációja van, a leggyakoribb „a király vér szerinti lánya” (z3.t nsw n ẖ.t=f, szó szerint: „a király leánya, az ő testéből”), illetve „a király vér szerinti, szeretett lánya” (z3.t nsw n ẖ.t=f mrỉ.t=f), bár ritkán előfordul „a király elsőszülött leánya” vagy „a király legidősebb leánya” is. A családi kapcsolatok kibogozását megnehezíti, hogy egy fáraó feliratain a „király leánya” címet viselő nők címénél nem mindig biztos, melyik fáraó leánya – lehetséges, hogy valamelyik előzőé, így a feliraton említett fáraónak nem a lánya, hanem a testvére, féltestvére vagy nagynénje. A „király vér szerinti lánya” azonban többnyire csak az épp uralmon lévő fáraó gyermekére utalt. Ritkán fordult elő, hogy olyan hölgy kapta meg ezt a címet, aki nem volt fáraó lánya; ők többnyire a fáraó unokái voltak, a legkorábbi példa erre Hufu unokája, III. Mereszanh (bár neki a mostohaapja fáraó volt), a legismertebb újbirodalmi példa IV. Thotmesz unokája, Nebetia.
A király leányai rendszerint a családon belül mentek férjhez. Előfordult, hogy egymás után viselt címeiket sorban feltüntették, és a név előtt „a király leánya, a király felesége, a király anyja” vagy „a király leánya, a király felesége, a király testvére” címek álltak, ezek több különböző fáraóra utaltak, melynek az illető hercegnő a családtagja volt.
A hercegnőknek ritkán volt más címük azokon kívül, melyek meghatározták a királyhoz fűződő kapcsolatát. A leggyakoribb ilyen cím a „templomi énekes” volt.

### A király fia
A „király fia” (z3 nsw) cím a II. dinasztia idején tűnik fel először, és női változatával ellentétben tiszteletbeli címként is kapták olyanok, akik nem voltak a királyi család tagjai. Ez gyakran előfordul az Óbirodalom idején, mikor nemcsak a király fiai és unokái, hanem nemesemberek is megkaphatták ezt a címet a fáraó kegyének jeleként; a tényleges királyfiakat a hosszabb z3 nsw n ẖ.t=f, „a király vér szerinti fia” cím különböztette meg tőlük. Az Újbirodalom uralmának korai szakaszán kihalt az a szokás, hogy kívülállók is viselhették „a király fia” címet; innentől alig fordul elő, leszámítva „a kúsi királyfi” címet, mely a XVIII. dinasztia uralmának közepétől Kús (Núbia) alkirályának hagyományos címe volt.
A „király vér szerinti fia” változaton kívül a cím leggyakoribb variációi a „király legidősebb fia” és „a király elsőszülött fia”. Előbbi már az Óbirodalom idején megtalálható, és időnként már ekkor is a trónörökösre vonatkozott, bár gyakran nem – még olyanok is megkaphatták, akik nem álltak rokonságban a királlyal –, az Újbirodalomtól pedig kifejezetten a kijelölt trónörököst jelentette. „A király elsőszülött fia” cím gyakorta egy bizonyos feleség elsőszülött fiát jelölte, vagy egy olyan herceget, aki a király legidősebb fia volt, de elhunyt, mielőtt trónra került volna.
A harmadik átmeneti kortól kezdődően a hercegek címébe apjuk neve is belekerült, például „Oszorkon király fia”. Ugyanez a tendencia megfigyelhető a hercegnők nevénél is. Ugyanebben az időszakban előfordul a „Ramszesz király fia” cím is, ami, tekintve, hogy nem uralkodott Ramszesz nevű fáraó ebben az időben, arra utal, talán valamelyik Ramszesz vér szerinti leszármazottairól van szó, vagy valamelyik Ramszesz kultuszának papjairól.

### A király testvére
Míg „a király fivére” cím (sn nsw) csak a Későkor végén fordul elő, női párja, „a király nővére” (sn.t nsw) előfordul a Középbirodalom, és még gyakrabban az Újbirodalom idején. A hercegnők leggyakrabban a királyi családon belül házasodtak, ezért a „király nővére” cím legtöbb birtokosa egyben más címeket is viselt („a király leánya”, „a király felesége”), de viselte II. Ramszesz nővére, Tia is, aki a családon kívül ment férjhez.
A XV. dinasztia alatt jelenik meg először, majd a ptolemaida korban elevenedik fel újra „a király nővér-felesége” cím, ami többnyire, de nem mindig valóban testvérházasságot jelentett.

## Papság
A ḥm-nṯr és ḥm.t-nṯr cím, amelyet leggyakrabban papnak és papnőnek fordítanak, szó szerint „az isten szolgáját” jelenti. Fordításban előfordul „próféta”-ként is. A templom főpapja a ḥm-nṯr tpỉ, szó szerint: „az isten első szolgája”. Egyes istenek főpapjainak külön az istenre jellemző címe is lehetett: a Héliopoliszban, Ré kultuszközpontjában szolgáló főpap címe „a látók legnagyobbika”, míg Memphiszben Ptahnak, a kézművesség istenének főpapja „a legnagyobb kézműves” címet is viselte. A próféták alatt állt rangban a vitatott jelentésű „isteni atya” vagy „az isten atyja”. Ez a cím már az Óbirodalom korából ismert papi címként, a XVIII. dinasztia idején pedig felelevenítették. Több esetben azonban az „isteni atya” és női változata, a gyakran a fáraó anyjaként értelmezett „isteni anya” értelmezése kétséges – előbbi, mert több esetben nyilvánvalóan nem papi személyt jelöl, utóbbi, mert viselője egy fáraónak sem volt az anyja. Több esetben előfordul a Középbirodalom idején, hogy „az isten atyja”-ként olyan személyt jelöltek, aki egy dinasztiaalapító fáraónak a nem királyi származású apja volt. A XVIII. dinasztia idején is előfordul a cím, és kulcsfontosságú szerepet játszik Nofertiti származásának eldöntésében; Ay ugyanis, akit legtöbbször az apjának tartanak, viselte ezt a címet – ahogy Ay feltételezett apja, Juja, akinek lánya, Tije, királyné volt. Amennyiben helyes az elmélet, hogy az „isteni atya” cím jelölhette a fáraó apósát, úgy bizonyított Nofertiti apjának kiléte. Sajnos azonban Juja esetét kivéve egy olyan eset sincs, amikor a címet bizonyítottan ebben az értelemben használták volna.
Az Újbirodalom idején, amikor Ámon papságának hatalma jelentősen megnőtt, a legfőbb papi címet – Ámon első prófétája – gyakran a királyi család valamelyik tagja vagy egy magas rangú udvaronc kapta meg. Ebben az időben, a XVIII. dinasztia idejétől vált gyakorivá, hogy a királyi család tagjai papi címeket viselnek. Szintén a XVIII. dinasztia elején jött létre az „isten felesége” cím, mely gyakorlatilag a főpappal tette egyenrangúvá viselőjét. Ezt a címet mindig az uralkodócsalád tagjai viselték. A dinasztia későbbi éveiben kiesett a használatból, majd a későbbi dinasztiák során „Ámon isteni felesége”-ként felelevenítették. Mind Ámon első prófétája, mind Ámon isteni felesége a harmadik átmeneti korban, az Ámon papság hatalma csúcsán olyan előjogokat is megszerzett, amik korábban csak a fáraót illették meg, többek közt kártusba írták nevüket és előnevet is felvettek.
Az alacsonyabb rangú papok közül a ranglétra legalján az ún. wab-papok (wˁb) álltak (a szó tisztát vagy megtisztultat jelent). A felolvasópap (ḥrỉ-ḥb) a templomi szertartások könyveiért volt felelős. Fontos szerepet játszottak továbbá a templomi zenészek és énekesek (a nők leggyakoribb vallással kapcsolatos címe valamelyik isten énekesnője). A templom női alkalmazottait összefoglaló néven heszeteknek, azaz kegyben állóknak nevezték (ez a szó jelölte az ágyasokat is), elöljárójuk az isten „háremének felügyelője” volt. A ka-papok a magánsírok halotti kápolnáival foglalkoztak.

## Hivatalnokok
A „nomarkhész” (ókori egyiptomi nyelven: Ḥry-tp ˁȝ, ógörögul: νομάρχης) a régiók irányításért felelős hivatalnok volt, lényegében területi kormányzó. Egyiptom 42 nomoszra volt osztva, mindegyik nomosz élén egy nomarkhész állt. A nomosz az ógörög „kerület” szóból ered, és a nomarkhész is ugyanígy görög eredetű, a „nomosz kormányzóját” jelenti.